# Alireza Faghani
Alireza Faghani (Kashmar, Irán, 21 de marzo de 1978) es un árbitro de fútbol iraní nacionalizado australiano. Es árbitro internacional FIFA desde 2008.

## Biografía
Alireza Faghani comenzó como jugador, llegando al tercer nivel de la liga iraní antes de decidir seguir los pasos de su padre Mohammed al convertirse en árbitro. Otros parientes en la misma profesión incluyen a su hermano menor, suegro y cuñado. Dirigió su primer partido de alta importancia iraní en 2007 y obtuvo su insignia de FIFA el año siguiente.
Durante su carrera ha dirigido tres finales en competiciones de clubes asiáticos: la primera fue la Copa Presidencial de la AFC en 2009, seguida de la Copa Challenge de la AFC 2010 y la ida de la final de la Liga de Campeones de la AFC 2014. En 2010, fue el árbitro para la final del Campeonato Sub-16 de la AFC entre Corea del Norte y Uzbekistán. En 2013, fue convocado por la FIFA para la Copa Mundial Sub-20 y la Copa Mundial de Clubes, dirigiendo dos partidos en cada evento. Faghani participó en la Copa Mundial de Fútbol de 2014 como cuarto árbitro, después de haberse hecho cargo de cinco clasificatorios asiáticos.
En 2015, cubrió la final de la Copa Asiática entre la República de Corea y Australia, seguido por el Barcelona-River Plate en el partido decisivo de la Copa Mundial de Clubes. En 2016, fue nombrado por la AFC como el mejor árbitro asiático del año. El mismo año, junto con los asistentes Reza Sokhandan y Mohammadreza Mansouri, Faghani encabezó el primer equipo de árbitros de toda Asia en la final olímpica en Río entre Brasil y Alemania.
En 2017, participó en la Copa FIFA Confederaciones, controlando dos partidos, incluida la semifinal entre Chile y Portugal. Al final de la temporada, fue nombrado el mejor árbitro iraní por segunda vez (la primera vez fue en 2013/14). En el torneo preliminar de Asia para Rusia 2018, dirigió seis partidos, incluida la primera etapa de la repesca continental entre Siria y Australia. También fue árbitro de la final del Campeonato de la AFF 2018 entre Vietnam - Malasia en su partido de vuelta. El 5 de diciembre de 2018, se anunció que Faghani había sido designado para arbitrar en la Copa Asiática 2019 en Emiratos Árabes Unidos.
Faghani había emigrado a Australia en septiembre de 2019, y ahora arbitra en la A-League, y como árbitro australiano en torneos internacionales desde 2023.

## Trayectoria
Entre sus participaciones internacionales destaca el haber dirigido la final de la Liga de Campeones de la AFC 2014, la final de la Copa Asiática 2015, la final de la Copa Mundial de Clubes de la FIFA 2015 —entre el FC Barcelona y River Plate—, la final del torneo masculino de los Juegos Olímpicos de Río de Janeiro 2016 —entre las selecciones de Brasil y Alemania—, y la semifinal de la Copa Confederaciones 2017 entre Portugal y Chile.
En 2024, Faghani fue seleccionado para arbitrar en la Copa Asiática 2023, representando a Australia. El 14 de abril de 2025, Faghani fue nombrado oficial de partido para la Copa Mundial de Clubes de la FIFA 2025. Faghani y los árbitros asistentes australianos Anton Shchetinin y Ashley Beacham arbitraron el partido inaugural del torneo entre el Al-Ahly y el Inter de Miami en el Hard Rock Stadium de Miami Gardens. Posteriormente, fue seleccionado para dirigir la final del torneo entre Chelsea y PSG, en Nueva York/Nueva Jersey. 

## Copa Mundial de la FIFA
| Copa Mundial de Fútbol de 2018 – Rusia | Copa Mundial de Fútbol de 2018 – Rusia | Copa Mundial de Fútbol de 2018 – Rusia | Copa Mundial de Fútbol de 2018 – Rusia | Copa Mundial de Fútbol de 2018 – Rusia | Copa Mundial de Fútbol de 2018 – Rusia   | Copa Mundial de Fútbol de 2018 – Rusia | Copa Mundial de Fútbol de 2018 – Rusia |
| Fecha                                  | Partido                                | Sede                                   | Fase                                   | Amonestado                             | Otorgado · Otorgado otra vez · Expulsado | Expulsado                              | Anotado · Penal                        |
| -------------------------------------- | -------------------------------------- | -------------------------------------- | -------------------------------------- | -------------------------------------- | ---------------------------------------- | -------------------------------------- | -------------------------------------- |
| 17 de junio de 2018                    | Alemania 0 – 1 México                  | Moscú                                  | Fase de grupos                         | 4                                      | 0                                        | 0                                      | 0                                      |
| 27 de junio de 2018                    | Serbia 0 – 2 Brasil                    | Moscú                                  | Fase de grupos                         | 3                                      | 0                                        | 0                                      | 0                                      |
| 30 de junio de 2018                    | Francia 4 – 3 Argentina                | Kazán                                  | Octavos de final                       | 8                                      | 0                                        | 0                                      | 1                                      |
| 14 de julio de 2018                    | Bélgica 2 – 0 Inglaterra               | San Petersburgo                        | 3º puesto                              | 3                                      | 0                                        | 0                                      | 0                                      |

| Copa Mundial de Fútbol de 2022 – Qatar | Copa Mundial de Fútbol de 2022 – Qatar | Copa Mundial de Fútbol de 2022 – Qatar | Copa Mundial de Fútbol de 2022 – Qatar | Copa Mundial de Fútbol de 2022 – Qatar | Copa Mundial de Fútbol de 2022 – Qatar   | Copa Mundial de Fútbol de 2022 – Qatar | Copa Mundial de Fútbol de 2022 – Qatar |
| Fecha                                  | Partido                                | Sede                                   | Fase                                   | Amonestado                             | Otorgado · Otorgado otra vez · Expulsado | Expulsado                              | Anotado · Penal                        |
| -------------------------------------- | -------------------------------------- | -------------------------------------- | -------------------------------------- | -------------------------------------- | ---------------------------------------- | -------------------------------------- | -------------------------------------- |
| 24 de noviembre de 2022                | Brasil 2 – 0 Serbia                    | Lusail                                 | Fase de grupos                         | 3                                      | 0                                        | 0                                      | 0                                      |
| 28 de noviembre de 2022                | Portugal 2 – 0 Uruguay                 | Lusail                                 | Fase de grupos                         | 5                                      | 0                                        | 0                                      | 0                                      |